# Oreoglanis insignis
Oreoglanis insignis är en fiskart som beskrevs av Ng och Walter J. Rainboth 2001. Oreoglanis insignis ingår i släktet Oreoglanis och familjen Sisoridae. IUCN kategoriserar arten globalt som otillräckligt studerad. Inga underarter finns listade i Catalogue of Life.